# Enigmas
La revista Enigmas,  cuyo nombre completo es "Enigmas del hombre y del universo", es una publicación española fundada en 1995 por el doctor en psiquiatría Fernando Jiménez del Oso junto a Joaquín Gómez Burón.

## Descripción
Su temática se centra en enigmas, temas fronterizos con la ciencia, misterios del pasado, ocultismo, ufología, teoría de conspiraciones y parapsicología. También integra artículos de divulgación científica, enigmas de la ciencia, ciencia de vanguardia y postulados que pretenden aclarar misterios desde puntos de vista racionales y escépticos.

## Historia
Tras fundar en 1989 la revista Más allá de la Ciencia, primera publicación de temas esotéricos editada en España a todo color Fernando Jiménez del Oso abandonó la dirección de esta revista para dirigir en 1991 Espacio y Tiempo, también de periodicidad mensual, cuya difusión quedó interrumpida sin solución de continuidad a principios de 1995. En diciembre de ese mismo año, Jiménez del Oso fundó Enigmas, la "revista definitiva".
Inicialmente Enigmas sería editada por el grupo América Ibérica, que también editaba Año/Cero, para pasar a publicarse hasta la actualidad por Prisma Ediciones. En su primera época, Enigmas tuvo entre sus colaboradores a Iker Jiménez. Tras el fallecimiento de Jiménez del Oso en marzo de 2005, Enigmas pasó a ser dirigida por Lorenzo Fernández Bueno.
En 2019, las revistas Año/Cero y Enigmas se fusionaron.

## Colaboradores
- Lorenzo Fernández Bueno (Director)
- Josep Guijarro
- Juan Ignacio Cuesta
- Oscar Herradón Redactor Jefe
- Javier Martín Redactor
- Jesús Ortega Redactor, director y presentador del programa radiofónico El Dragón Invisible
- Ignacio Docampo Maquetación y diseño.
- José Gregorio Gutiérrez
- Juan José Sánchez Oro
- David Cuevas
- Juan José Revenga
- David Mulé Rebecchi
- Lourdes Gómez
- Fernando Rosillo
- Julio Barroso
- Óscar Fábrega
- Juan Jesús Vallejo
- Gustavo Romero
- José Manuel Serrano Cueto